# Sonya Deville
Daria Berenato (ur. 24 września 1993 w Shamong Township w New Jersey) – amerykańska profesjonalna wrestlerka, była judoka oraz była zawodniczka mieszanych sztuk walki. Najbardziej znana jest ze swojego pobytu w WWE pod pseudonimem ringowym Sonya Deville.
W 2015 wzięła udział w szóstym sezonie programu WWE Tough Enough, w którym zajęła jedenaste miejsce. W październiku tego samego roku podpisała kontrakt z WWE i rozpoczęła dalsze treningi w WWE Performance Center w Orlando.

## Wczesne życie
Berenato urodziła się w Shamong Township w New Jersey i uczęszczała do Seneca High School w Tabernacle Township w tym samym stanie. Treningi w mieszanych sztukach walki rozpoczęła w wieku 17 lat.

## Kariera profesjonalnej wrestlerki

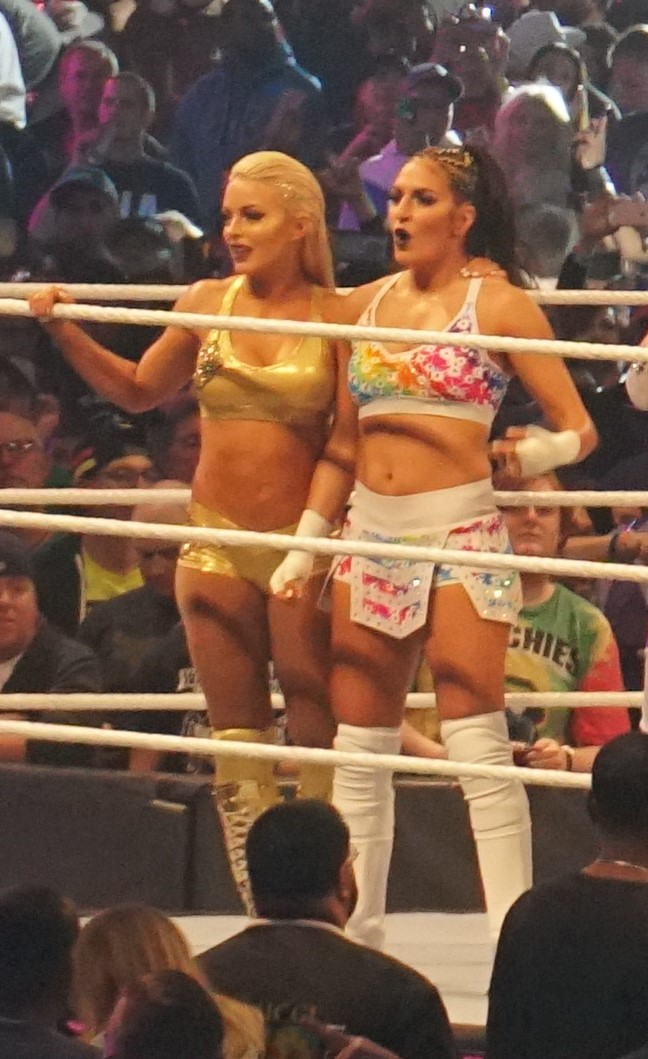
Mandy Rose i Sonya Deville na ringu.

### WWE

#### Tough Enough (2015)
W czerwcu 2015 Berenato została ogłoszona jedną z trzynastu uczestników szóstego sezonu programu WWE Tough Enough. Ostatecznie została wyeliminowana z programu jako trzecia.

#### NXT (2015–2017)
28 października 2015 zostało ogłoszone, że Berenato podpisała kontrakt z WWE i została przydzielona do rozwojowego brandu NXT by kontynuować treningi. Zadebiutowała w ringu 3 grudnia podczas gali typu house show i przegrała z Nią Jax. Berenato pojawiła się po raz pierwszy na telewizyjnej gali NXT z 17 sierpnia, gdzie wzięła w six-woman tag team matchu z Mandy Rose i Alexą Bliss, lecz przegrały z Carmellą, Liv Morgan i Nikki Glencross. Berenato powróciła do telewizji 23 listopada i w kolejnym six-woman tag team matchu wspólnie z Billie Kay i Peyton Royce przegrały z Aliyah, Ember Moon i Liv Morgan. 21 grudnia podczas tygodniówki NXT wzięła pierwszy raz udział w singlowej walce i została pokonana przez Billie Kay z powodu interwencji Peyton Royce.
Berenato powróciła 3 maja 2017 podczas odcinka NXT występując pod pseudonimem Sonya Deville; wystąpiła w battle royalu o miano pretendentki do NXT Women's Championship, lecz została wyeliminowana przez Kay i Royce. Niedługo po tym rozpoczęła pasmo zwycięstw pokonując Lacey Evans, Jennę Van Bamel, Rachel Evers i Zedę. Po raz ostatni wystąpiła w brandzie NXT 18 października przegrywając w triple threat matchu o miano pretendentki do walki o zawieszony tytuł kobiet na gali NXT TakeOver: WarGames. Pojedynek wygrała Ember Moon.

#### Raw (2017)
20 listopada 2017 podczas odcinka tygodniówki Raw, Deville zadebiutowała u boku Mandy Rose i powracającej Paige w głównym rosterze federacji; trio zaatakowało Sashę Banks, Bayley, Mickie James oraz posiadaczkę WWE Raw Women’s Championship Alexę Bliss, wskutek czego stały się one antagonistkami.

## Lista walk MMA
| Wynik     | Bilans | Przeciwnik     | Rozstrzygnięcie    | Gala                                  | Data                 | Runda | Czas | Miejsce                                    | Odn.   |
| --------- | ------ | -------------- | ------------------ | ------------------------------------- | -------------------- | ----- | ---- | ------------------------------------------ | ------ |
| Przegrana | 2–1    | Jasmine Pouncy | Decyzja sędziowska | University of MMA: Fight Night 9      | 8 marca 2015         | 3     | 6:00 | Los Angeles, Kalifornia, Stany Zjednoczone | [ 17 ] |
| Wygrana   | 2–0    | Jeselia Perez  | TKO                | CFL HD 2: Bitter Rivals               | 7 lutego 2015        | 2     | 2:00 | Victorville, Kalifornia, Stany Zjednoczone | [ 18 ] |
| Wygrana   | 1–0    | Allenita Perez | Poddanie           | CFL HD 1: Mavericks, No Guts No Glory | 11 października 2014 | 3     | 1:09 | Adelanto, Kalifornia, Stany Zjednoczone    | [ 19 ] |

## Inne media
Berenato była współprowadzącą show UFC AfterBuzz.

## Życie prywatne
Berenato jest przyjaciółką Marii Menounos. Otwarcie przyznaje, że jest lesbijką.

## Styl walki
- Finishery
  - Kimura lock[20]
  - Spinebuster[21][22][23], czasem w wersji pop-up[24][25]
  - Step-up enzuigiri[26][27]
  - Triangle armbar[28][29][30]

- Inne ruchy
  - Body scissors[2][12]
  - Clothesline, czasem w nadbiegającego przeciwnika[2][13]
  - Double leg takedown, czasem w nadbiegającego przeciwnika[2][12][13]
  - Sliding knee strike w plecy siedzącego przeciwnika[12][13]
  - Powtarzalne shoot kicki w brzuch przeciwnika w narożniku[2][12]

- Przydomki
  - "The Jersey Devil"[3]

- Motywy muzyczne
  - "Square Up" ~ CFO$[31] (NXT / WWE; od 19 listopada 2016)